# Millich

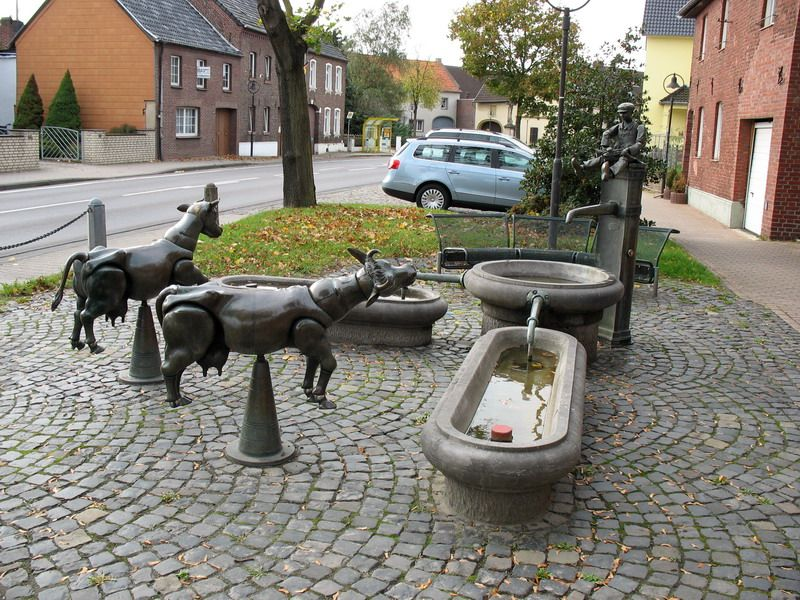
Skulptur „Kuhhirte“ – „Kuh-Het“ in Millich

Millich ist ein Ortsteil der Stadt Hückelhoven (von 1950 bis 1971 Gemeinde Hückelhoven-Ratheim) im Kreis Heinsberg in Nordrhein-Westfalen. Das Dorf lebte früher von Viehzucht und Milchwirtschaft und ist inzwischen, auch aufgrund der benachbarten Autobahnausfahrt der A 46, auf über 2.700 Einwohner angewachsen.

## Geographie
Nachbarorte von Millich sind Ratheim, Schaufenberg, Hückelhoven, Doverack, Hilfarth, Porselen und Bleckden. Umgeben ist Millich von Weiden und Feldern, der Autobahn A 46, sowie einer Abraumhalde der ehemaligen Steinkohlenzeche Sophia-Jacoba. Diese Abraumhalde, die Millicher Halde, durch Bürgermeister Bernd Jansen in „Schlafende Schöne“ umbenannt, ist mittlerweile dicht mit Bäumen bewachsen und wurde durch die Anlage von Spazierwegen und die Errichtung einer Aussichtsplattform zu einem Ort der Erholung und Entspannung für die Bürger der Stadt Hückelhoven umgestaltet.

### Gewässer

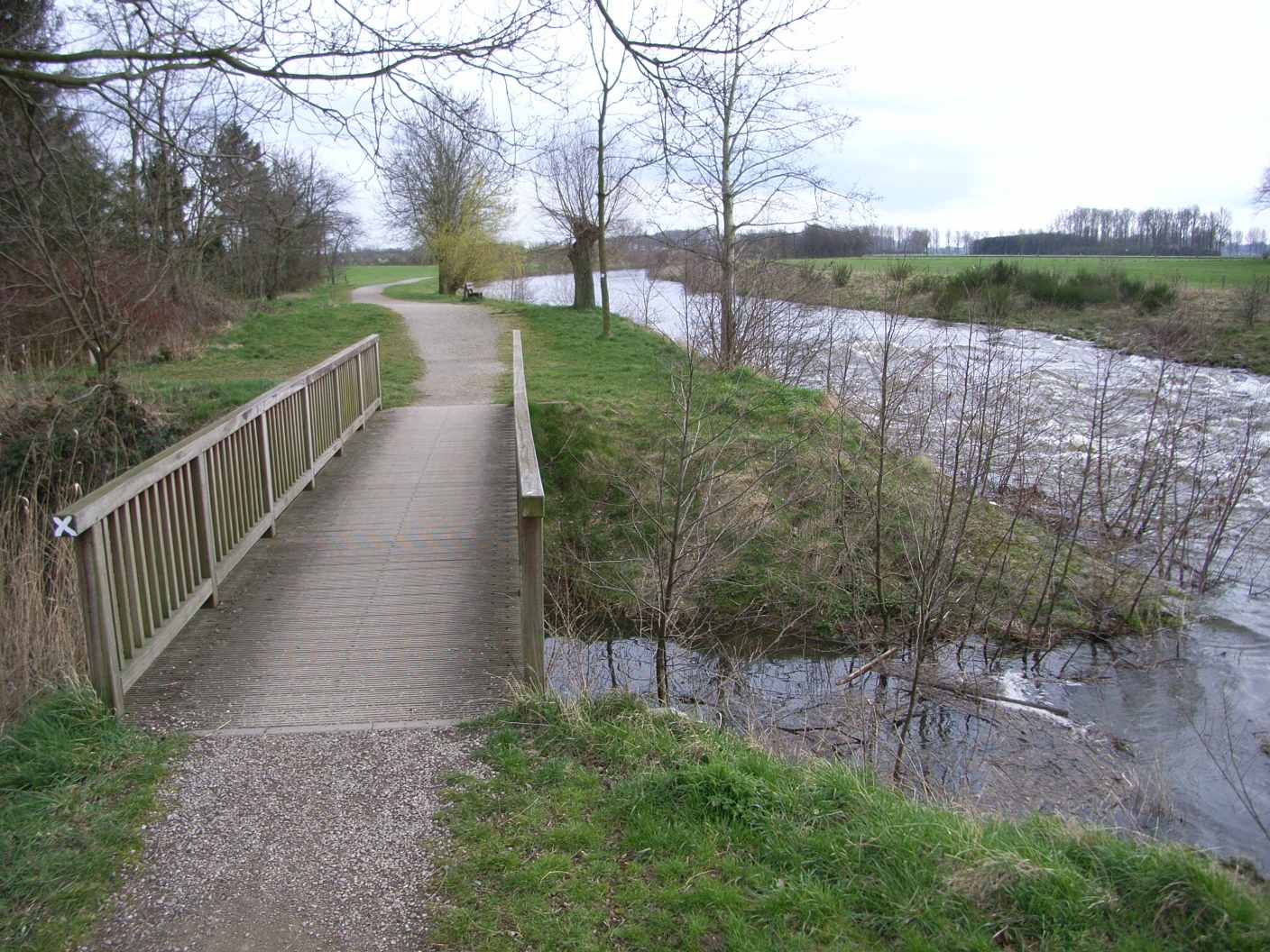
Mündung des Golkrather Baches in die Rur

#### Golkrather Bach
Der Golkrather Bach (auch Millicher Bach, Muehle Rinn oder Mühlenbach genannt) entspringt im Golkrather Bruch, durchquert Millich und mündet kurz außerhalb des Ortes in die Rur. Früher floss der Bach oberirdisch durch Millich, teilweise sogar mitten durch die breite Dorfstraße (heute Gronewaldstraße). Im Jahre 1935 wurde der oberirdische Bachlauf, aufgrund des stetig steigenden Verkehrsaufkommens, zu großen Teilen unter die Erde verlegt.
An den Ufern des nur sechs Kilometer langen Golkrather Baches lagen früher sechs Mühlen: die Plätschmühle bei Brück, die Stevensmühle bei Kleingladbach, die Romers- und Dieksmühle zwischen Kleingladbach und Schaufenberg sowie die Königsmühle oberhalb und die Lohmühle unterhalb von Millich. Die fünf erstgenannten Mühlen mahlten Getreide, während die Millicher Lohmühle Lohe (= Baumrinde) und Knochen zerkleinerte. Zum Teil sind diese Mühlen bis heute erhalten geblieben, wenn sie auch ihren ursprünglichen Zweck nicht mehr erfüllen: Die Romersmühle diente lange Jahre als Ausflugslokal und wird zurzeit renoviert. Die Dieksmühle wurde ebenfalls lange Jahre als Tanz- und Ausflugslokal genutzt. Nach ihrer Renovierung besitzt sie heute mehrere Ferienwohnungen sowie einen Seminarraum. Auch die Königsmühle wurde zu Wohnzwecken umgebaut, während die Millicher Lohmühle im Jahre 1928 abgerissen wurde.

#### Rur
Südlich des Ortes fließt die Rur vorbei, von der hier auch ein Altarm erhalten geblieben ist.

## Geschichte
Bereits 1385 wird in einem Kirchenbuch aus damaliger Zeit „dat Konigs gut zo Millich“ benannt. Die erste sichere urkundliche Erwähnung Millichs stammt jedoch aus dem Jahre 1461 (als Melick). Da es im Jülicher Amt Wassenberg aber noch ein zweites „Melick“ (bei Roermond) gab, ist eine sichere Unterscheidung der beiden Orte in alten Urkunden oft nicht möglich. In den Straßen Alt-Millichs findet man auch heute noch Häuser und Höfe aus mehreren Jahrhunderten. Die Hauptstraße von Millich, die heutige „Gronewaldstraße“, wurde im Laufe ihres Daseins mehrmals umbenannt und bereits von den Römern als Heer- und Handelsstraße genutzt. Sie ist mit 19000 Autos am Tag die meist befahrene Straße des Kreises Heinsberg.

### Der Ortsname Millich
Zwei mögliche Deutungen gibt die Namensforschung für den Ortsnamen Millich an:
- Entstammt das Wort dem keltisch-gallischen Sprachgut, so bezeichnet der Wortanfang den Namen einer Person: Milius. Die Endsilbe „ich“ kommt von „iacum“, was Stätte, Acker, Gutshof heißt. Demnach hieße Millich: Hof des Milius.

- Würde aber Millich von dem germanischen Mele (= Sumpf) abgeleitet, so bedeutet der Dorfname: Niederlassung im Sumpf oder Bruch.

Die Lage Millichs in unmittelbarer Nähe der Rur und des Golkrather Baches mit ihren ehemaligen ausgedehnten Feucht- und Sumpfgebieten lässt vermuten, dass das Wort Millich germanischen Ursprungs und die zweite Wortdeutung eher zutreffend ist.

### Die Edelherren von Millich
Nach mündlicher Überlieferung stand früher am östlichen Dorfrand Millichs, auf dem „Möllenkamp“ (heute: Mühlenkamp), eine burgähnliche Hofanlage. Im Mittelalter waren die Herren von Millich urkundlich Besitzer des Hofgutes auf dem Mühlenkamp. Im Jahre 1430 heiratete Johann von Mellke (→ Melich → Melick → Millich) eine Frau von Matlar auf Schloss Tüschenbroich. Ab 1450 war Johanns Sohn, Heinrich von Mellke, Besitzer von Burg Tüschenbroich. Er erwarb auch den Kobbendahler Hof (heute: Kobbenthaler Hof) bei Schaufenberg, sowie einen weiteren Hof in Myhl.
Heinrich von Mellke, nun Herr von Millich, Tüschenbroich und den vorgenannten Höfen, war mit Adelheid von Balderich verheiratet. Aus der Ehe gingen vier Töchter hervor. Von den vier Töchtern gingen zwei ins Kloster. Die dritte Tochter, Metza, heiratete den Ritter Heinrich Hoen auf Haus Pesch bei Immerath, der 1470 mit der Verwaltung und Herrschaft von Burg Tüschenbroich betraut wurde. Die vierte Tochter, Bela (Sybille) von Mellke heiratete 1473 Sivart von Eyll zu Lauersforst und wurde mit einer jährlichen, auf Tüschenbroich lastenden Rente abgefunden.
Heinrich von Mellke, der Vater der vier Töchter, behielt ein Wohnrecht auf Schloss Tüschenbroich und verstarb 1487. Seine Tochter Bela wohnte nun mit ihrem Ehemann, Sivart von Eyll auf dem Hofgut in Millich.
Verschwendungssucht und Zwietracht unter den Nachkommen sowie Kinderlosigkeit ließen dann im Laufe der Zeit Geschlecht und Besitz der Herren von Millich zugrunde gehen.

### Die Viehweiden „Gras“ und „Gronewald“
Zwischen Millich und der Rur, die in circa 600 Metern Entfernung westlich von Millich dahinfließt, breiteten sich zwei große Weiden zum gemeinsamen Viehauftrieb aus: die „Gras“ (ca. 15 Hektar groß) und die „Gronewald“ (ehem. „Groenwaldt“ bzw. „Gronnet“; ca. 20 Hektar groß). Diese gehörten ursprünglich zum Mahrhof, der zwischen Millich und Ratheim liegt. Mitte des 16. Jahrhunderts jedoch hatte der damalige Besitzer des Mahrhofes, Heinrich von Olmissen gen. Mülstroe, dem reformierten Prediger Johann Campanus für eine Nacht in seinem Haus Obdach gewährt. Dafür wurde er von dem katholischen Herzog Wilhelm von Jülich zur Zahlung einer großen Geldsumme verurteilt. Millicher Bauern liehen dem Besitzer des Mahrhofes das Geld und dieser verpfändete dafür diesen Millicher Bauern die beiden Viehweiden und räumte ihnen das Recht ein, ihr Vieh dort frei zu weiden. Der Pfandbrief von 1548 wurde nie wieder eingelöst und so sind die „Graserben“ als Erbengemeinschaft im gemeinsamen Besitz dieser „Benden“ geblieben, bis sie 1956/57 im Zuge einer Flurbereinigung in Eigenbesitz aufgeteilt wurden. Ein Stück Millicher Dorfgeschichte ging damit zu Ende. Zur Erinnerung an diese Zeit wurde 1985 in der Dorfmitte der Brunnen „Kuh-Het“ errichtet.
Die gemeinsamen Rurwiesen waren über 400 Jahre lang von unermesslichem Nutzen für die Dorfbewohner von Millich, denn:
- die Hirten trieben von Mai bis Oktober täglich Kuh- und Jungviehherden auf „Gras“ und „Gronewald“;
- die Holzschuhmacher fällten dort Pappeln für die Anfertigung ihrer Holzschuhe;
- die Korbflechter schnitten an den Bach- und Rurufern die Weiden für die Herstellung ihrer Korbwaren;
- die Rur lieferte zusätzlich Kies und Sand zum Häuser- und Straßenbau und
- die Angler fingen aus der damals fischreichen Rur Karpfen, Rotaugen, Barben, Schleien, Hechte, Forellen und Aale. (In einem Millicher Mietvertrag aus der damaligen Zeit behielt sich eine Dienstmagd vor, nur an vier Tagen in der Woche ein Fischgericht zu erhalten!)

### Die ehemalige Straminfabrik
Der Kaufmann Eduard Hermanns aus Schwanenberg zog 1847 nach Millich. Für etwa 300 Weber aus Millich und Umgebung regelte er, für die damals übliche Heimarbeit, den Einkauf von Baumwolle, den Lohn der Weber, sowie Preis und Absatz der fertigen Erzeugnisse. Als später der Handwebstuhl durch den mechanischen Webstuhl verdrängt wurde, erbaute Eduard Hermanns im Jahre 1855 in Millich eine Fabrik, in der er Baumwollgarne spinnen ließ. Die Arbeiter der Fabrik kamen aus Millich und Umgebung, während die Spinn- und Maschinenmeister aus dem Mönchengladbacher Raum anreisten. In dieser Fabrik verdienten viele Millicher Männer und Frauen den Lebensunterhalt für ihre Familien. Im Jahre 1869, nach vorausgegangener fünfjähriger Arbeitspause, verkaufte Eduard Hermanns das Fabrikgebäude an die Rheydter Kaufleute „Gebrüder Camp“. Im Winter 1869/70 vernichtete ein Feuer die zwei oberen Stockwerke des Fabrikgebäudes und sämtliche Maschinen. Nach dem Wiederaufbau diente die Spinnerei der Straminerzeugung. Als Stramin bezeichnete man ein netzartiges Gewebe, welches für Kleiderfutter und für Strickarbeiten verwendet wurde. Wenn die Einfuhr von Baumwolle oder der Absatz von Stramin stockten, bedeutete dies Arbeitslosigkeit und bittere Not für die Betroffenen. Endgültig eingestellt wurde der Fabrikbetrieb, nach mehreren vorausgegangenen Eigentümerwechseln, im Jahre 1905. Alle Maschinen wurden von der Firma „Robert Nickhorn“ aus Rheydt übernommen. Der hohe Schornstein der ehemaligen Millicher Straminfabrik überstand beide Weltkriege und wurde erst Ende der 70er/Anfang der 80er Jahre abgebrochen.

### Die Millicher Lohmühle

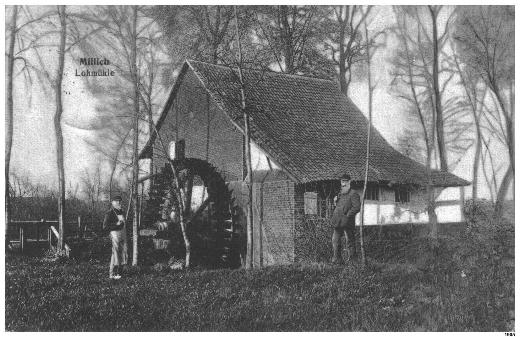
Die Millicher Lohmühle um 1900

Der Millicher Bach wurde in früheren Zeiten im Volksmund oft „Mühlenbach“ genannt, da sich an seinen Ufern sechs Mühlen befanden (siehe auch 1.1. Gewässer). Neben fünf Getreidemühlen existierte am Westrand von Millich auch eine Lohmühle. Diese Lohmühle wurde im Jahre 1818 als Fachwerkbau von dem Lohgerber Matthias Weitz erbaut und für das Mahlen von Lohe für die nahegelegene Ledergerberei genutzt.
Im Jahre 1830 wurde in dem Mühlengebäude auch eine Knochenstampfe eingerichtet. Das Wasserrad der Mühle betrieb senkrechtstehende, eisenbeschlagene Balken, die in ehernen Becken Knochen zu Mehl zerstampften. Das Knochenmehl wurde anschließend als wertvolles Düngemittel verkauft. In der Nacht zum 18. Juni 1861 wurden aus der Millicher Lohmühle Knochen gestohlen. Der ermittelte Dieb erhielt hierfür eine einjährige Gefängnisstrafe! Seit 1895 ruhte dann das Lohmahlen und auch das Knochenstampfen wurde Anfang des 20. Jahrhunderts eingestellt, da bessere Düngemittel das Knochenmehl verdrängten. Als dann 1904 die mächtigen alten Buchen, in deren Schatten die Mühle fast 90 Jahre gestanden hatte, gefällt wurden, verrottete das Mühlrad und das Mühlenhaus verfiel immer mehr.
Die Lohmühle wechselte im Laufe ihres Daseins mehrfach den Besitzer. So waren die Familien Kreuder und Merckens bis zum Jahre 1928 abwechselnd Besitzer der Mühle (und auch der Ledergerberei). Der Lederfabrikant Merckens benutzte die Lohmühle von 1919 bis 1925 als Lagerraum. Im Jahre 1928 kaufte Gerhard Brendgens das alte Lohmühlenhaus auf Abbruch und errichtete in seinem Wohnort Hagbruch bei Ratheim aus dem tadellos erhaltenen eichenen Gebälk eine Scheune. Am 1. Oktober 1931 erwarb dann schließlich die Zeche Sophia-Jacoba das gesamte Anwesen.

### Das Millicher Posthaus

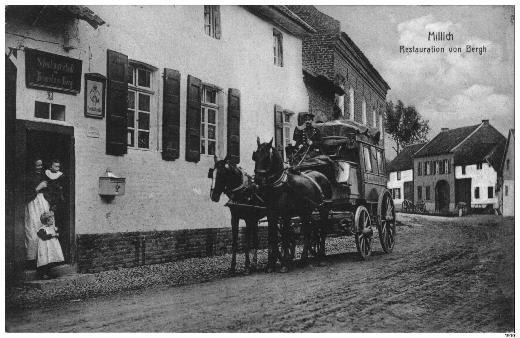
Das Millicher Posthaus um 1900

Schon 1752 wohnte im Posthaus zu Millich ein Schankwirt. Im Jahre 1902 kamen Gastwirtschaft und Posthalterstelle in den Besitz der Familie von Berg(h), die diese bis zur endgültigen Schließung verwaltete.
Auf der Fahrt zwischen Wassenberg und Baal hielt einst der Erkelenzer Postillon viermal vor dem Millicher Posthaus. Als dann 1911 die Eisenbahnstrecke Jülich-Dalheim eröffnet wurde, hatten Postillon und Postwagen ausgedient. Der Zustelldienst für Millich geschah seitdem von Hückelhoven aus.
Das ehemalige Millicher Posthaus mit der Gaststätte „Zur Post“ wurde im Jahre 1984, aufgrund des Ausbaus der Gronewaldstraße, abgerissen.

### Die geplante Millicher Kirche
1856 wurde in Millich ein „Kreuzverein“ gegründet. Dieser Verein wurde 1906, nachdem Karl Hastenrath ein im Dorf liegendes Grundstück zum Bau eines Gotteshauses gestiftet hatte, in den „Katholischen Bürgerverein“ umgewandelt. Der Verein hatte es sich zum Ziel gesetzt, in Millich in absehbarer Zeit eine Kapelle oder Kirche zu bauen. Doch dieses Ziel rückte in weite Ferne, als 1926 in Schaufenberg eine „Notkirche“ und 30 Jahre später, im September 1956, die St.-Bonifatius-Kirche eingeweiht wurde. Millich besitzt bis heute kein eigenes Gotteshaus.

### Der letzte lebende Wolf
Alte Millicher Dorfchroniken berichten, dass in früheren Zeiten in den umliegenden großen, wildreichen Wäldern zahlreiche Wölfe lebten. Besonders in dem bei Hilfarth gelegenen Kappbusch waren viele Wölfe anzutreffen. Umfangreiche Rodungen der geschlossenen Wälder verringerten die Zahl des Wildes und somit auch der Wölfe. In der ersten Hälfte des 19. Jahrhunderts wohnte in Millich Jakob Grambusch, ein kräftiger Mann mit dunklem Bart. Den starken, verwegenen Grambusch kannten die Millicher nicht nur als eifrigen Jäger und Fischer, sie schätzten ihn auch als erfahrenen Naturheilkundigen. Mit einer Falle fing Jakob Grambusch im Kappbusch im Herbst des Jahres 1854 den letzten Wolf des Erkelenzer Landes und fuhr ihn mit einer Schubkarre durch die Straßen Millichs und der Nachbardörfer zur Schau. Zum Lohn empfing er manchen Silbergroschen.

### Bevölkerungsentwicklung
- 1825: 0 310 Einwohner
- 1852: 0 325 Einwohner
- 1963: 1.086 Einwohner
- 1996: 1.402 Einwohner
- 2000: 2.351 Einwohner
- 2009: 2.585 Einwohner
- 2014: 2.682 Einwohner (Stand: 30. Juni 2014)

## Kultur und Sehenswürdigkeiten

### Bauwerke
- Alte Schule (heute Dorfgemeinschaftshaus)

Millich besaß schon früh eine eigene Schule. Der erste Lehrer, Caspar Heinrich Schopen, unterrichtete 13 Jahre lang (von 1825 bis 1838) die Kinder aus Millich und Schaufenberg in seiner Privatwohnung. Am 5. Juli 1842 wurde dann der Grundstein zu einem öffentlichen Schulgebäude gelegt, welches noch heute am Dorfausgang Richtung Schaufenberg steht und als Dorfgemeinschaftshaus genutzt wird.
In den Jahren 1922 bis 1926 baute die Gewerkschaft Sophia-Jacoba in Schaufenberg auf einem Bruchgelände von 7,5 Hektar hunderte Bergmannswohnungen. Die dadurch rasch ansteigende Einwohnerzahl bedingte den Bau einer eigenen Schule in Schaufenberg, die nach ihrer Einweihung am 14. Juli 1927 von den katholischen und evangelischen Kindern Schaufenbergs und (seit 1939 bis heute) auch von den Millicher Kindern besucht wird.
Der Millicher Schulbetrieb wurde 1939, also nach über 110 Jahren, eingestellt, da Schaufenberg nun das Schuldorf war. Bei vielen ehemaligen Millicher Lehrern ist nur eine kurze Amtszeit verzeichnet. Lehrer Johann Peter Schmitz jedoch unterrichtete in Millich von 1868 bis 1889. Zu seinen Nachfolgern zählen: Hermann Alders (von 1902 bis 1906), Gerhard Hilgers (von 1906 bis 1909), Franz Mertens (1913 in den Ruhestand versetzt), Christian Nobis (von 1913 bis 1927). Danach unterrichtete Chr. Nobis bis 1939 in Schaufenberg. Nach dem Ersten Weltkrieg (1914–1918) amtierten in Millich noch die Lehrerinnen Maria Breuer und Angela Dahm, sowie die Lehrer Edgar Perseke und Valentin Honnet.
- Haus Bohm (ehemals Posthof mit eigener Reiterei)
- Haus Nummer 5 (ehemals Manhattan und „Bedürfnisanstalt“)

### Sehenswürdigkeiten

#### „Schlafende Schöne“

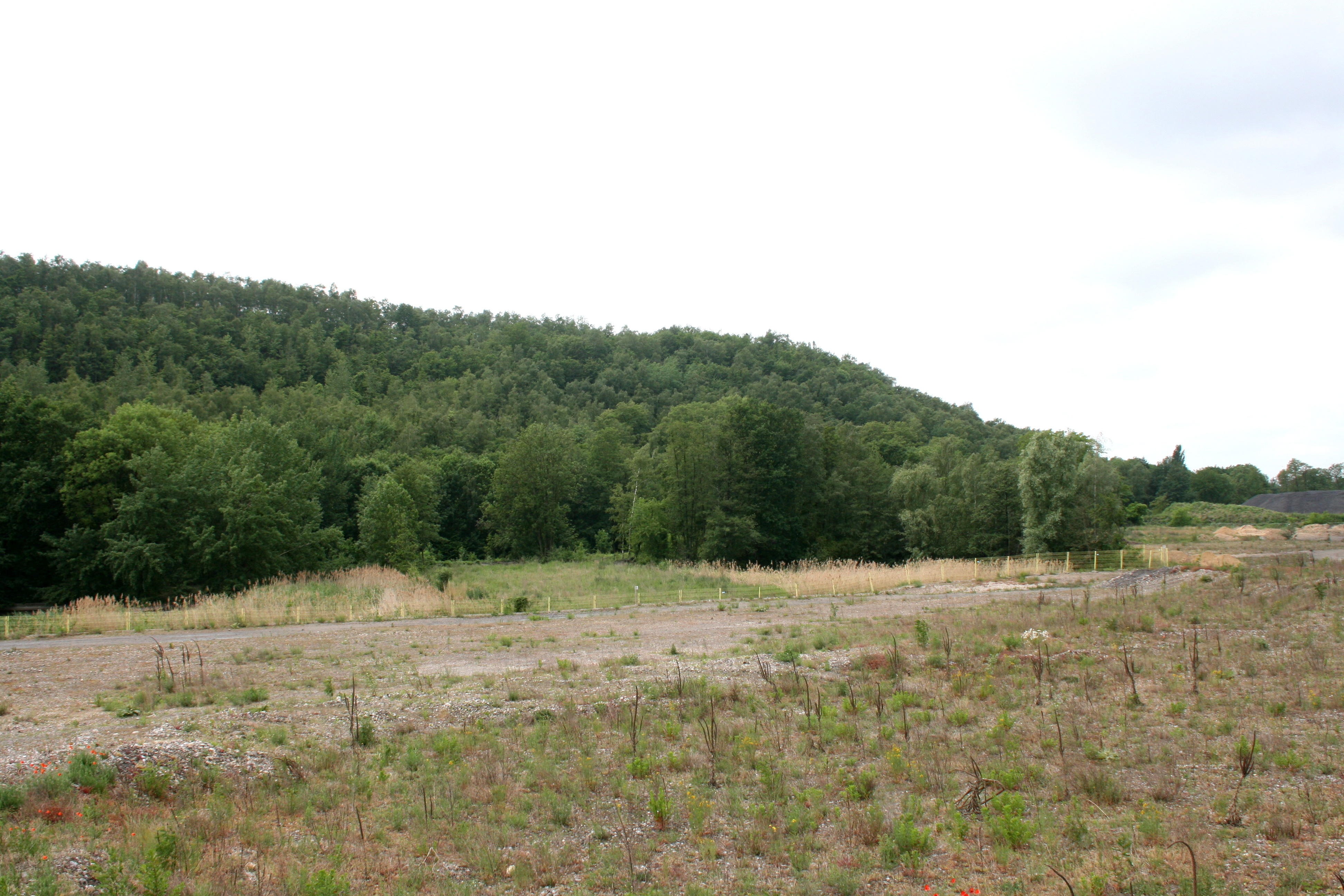
Millicher Halde

Am 14. März 2008 wurde die Millicher Halde der Bevölkerung zugänglich gemacht. Die sogenannte „Schlafende Schöne“ wurde geweckt, ein Ausflugsziel und neues Naherholungsgebiet mitten in der Stadt Hückelhoven erschlossen. Wenn man die (nachts beleuchtete) „Himmelstreppe“ erklommen hat, hat man ein 360-Grad-Panorama.

#### Mahrhof

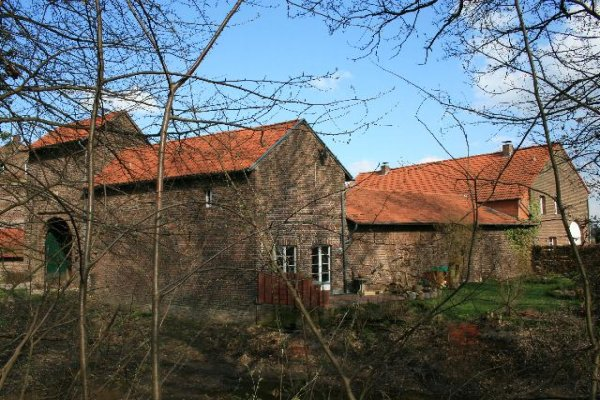
Mahrhof

Der Gutshof Mahrhof befindet sich in direkter Nachbarschaft zum ehemaligen Millicher Maar. Das Millicher Maar, der frühere Weiher des Dorfes, ist vor längerer Zeit trockengelegt und zum Teil sogar bebaut worden. Wodurch die unterschiedliche Schreibweise von „Mahrhof“ und Millicher „Maar“ resultiert, ist nicht bekannt.

#### Denkmäler

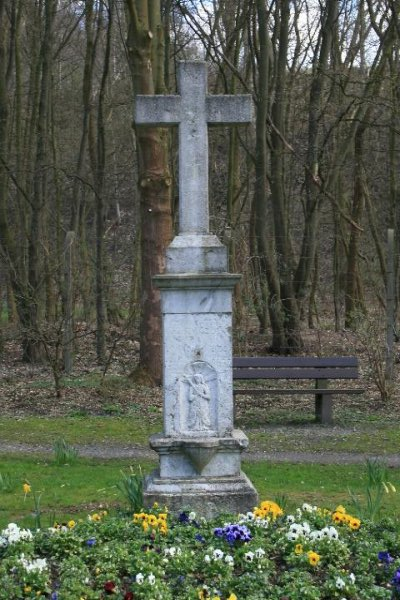
Fluchkreuz von 1798

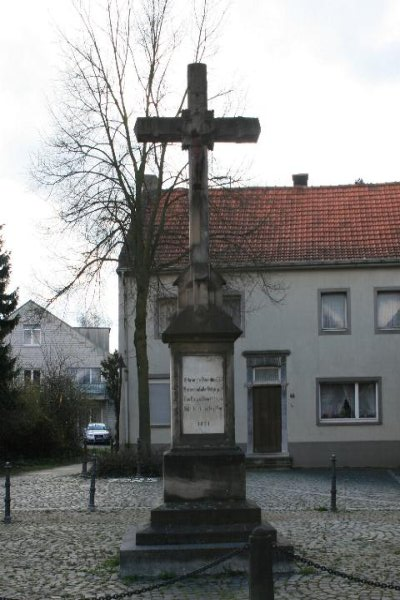
Wegekreuz von 1891

- Fluchkreuz von 1798 an der Schaufenberger Straße
- Wegekreuz von 1891 an der Gronewaldstraße
- Wegekreuz an der Kobbenthaler Straße/Ecke Hubertusstraße
- Kriegerdenkmal am Mahrweg zur Erinnerung an die Gefallenen beider Weltkriege

Im Jahre 1922 ließ der Verein „Kriegerdank“, im Auftrag der Einwohner Millichs, von dem Bildhauer Wilms aus Erkelenz, zu Ehren der 12 Gefallenen des Ersten Weltkriegs, ein Kriegerdenkmal errichten. Aus dem Zweiten Weltkrieg kehrten 35 Millicher Soldaten nicht mehr in ihr Dorf zurück. Die Namen dieser 35 Soldaten wurden ebenfalls, zur Erinnerung und Mahnung, auf dem Kriegerdenkmal verewigt.
- der Gänsemann 2 Meter hoher Basaltblock die an die Tradition der Gänsehirten im Mittelalter erinnert.
- Flusswächter-Skulptur auf einer Rurinsel – erinnert an die schwierigen Zeiten der Rur-Hochwässer.
- Brunnen „Kuhhirte“ – „Kuh-Het“ von 1985: Die Skulptur des Künstlers Bonifatius Stirnberg (Aachen) soll an den gemeinsamen Rinderauftrieb erinnern, der bis 1955 stattgefunden hat.

### Vereine
- Fußballverein SV Roland Millich 1930 e. V.
- Schützenbruderschaft St. Johannes Millich e. V. von 1843
- Karnevalsverein Bommelemaat, Gruppierung im Ratheimer Karneval, welche die Tradition der alemannische Fastnacht im Rheinland sesshaft machte.
- Golfclub Millich

Viele Millicher Vereine, öffentliche wie auch kirchliche, haben sich zu einer Ortsgemeinschaft zusammengeschlossen.

### Brauchtum
- Die jährliche Frühkirmes findet alljährlich um Johannis im Juni statt, mit dem immer montags stattfindenden „Klompenball“. Die schönsten Klompen werden prämiert. Im September dann folgt der „Vogelschuss“.

- Im Herbst findet ein Oktoberfest statt.
- Am 21. Juni findet das Sonnenwendfest am alten Feuerplatz statt. Höhepunkt sind die Millicher Feuerspringer, die den Sommer einleiten.
- Am 2. Advent der traditionelle Blockhütten-Weihnachts-Budenzauber mit Clown Bär Bel und Maskottchen Lö we
- Am 31. Dezember findet der traditionelle Silvesterball der hiesigen Blaskapelle im Haus Franziskus statt.

## Infrastruktur und Wirtschaft

### Schienenverkehr
Eine Eisenbahnlinie, die Bahnstrecke Jülich – Dalheim führte zwischen 1911 und 1980 von Baal über Hückelhoven, Ratheim und Wassenberg nach Dalheim. Nach der Einstellung des Personenverkehrs diente sie nur noch dem Güterverkehr der Zeche Sophia-Jacoba zwischen Ratheim und Baal, die Gleise nach Wassenberg wurden abgebaut. Bis zur Einstellung des Personenverkehrs am 27. September 1980 befand sich in unmittelbarer Nähe, zwischen den Orten Schaufenberg und Millich, der Bedarfshalt Sophia-Jacoba.
Der Aachener Verkehrsverbund sah in seinem Zielkonzept 2013 eine Reaktivierung der Strecke (Wassenberg –) Ratheim – Baal für den Personenverkehr vor, mit einem Haltepunkt Millich zwischen Schaufenberg und Millich gelegen.

### Busverkehr
Die AVV-Buslinien 402, 406, 407, SB5 und HÜ2 der WestVerkehr verbinden Millich mit Hückelhoven, Ratheim, Heinsberg, Erkelenz und Wassenberg.
Zudem verkehrt der Multi-Bus seit dem 9. Juni 2024 kreisweit erweitert und zu einheitlichen Bedienzeiten. Mehr Informationen gibt es bei WestVerkehr.
| Linie | Verlauf |
| ----- | --- |
| 402   | (Erkelenz ZOB → Erkelenz Süd) / (Erkelenz Bf ← Erkelenz Süd) – Granterath – Baal Kirche – Baal Bf – Doveren – Hückelhoven – Millich – Ratheim – Dremmen Bf – Oberbruch – Grebben – (Heinsberg Kreishaus –) Heinsberg Busbf |
| 406   | Erkelenz Bf – Matzerath – Houverath – Golkrath – Kleingladbach – (Ratheim – Millich –) Hückelhoven – Hilfarth – Brachelen – (Lindern Kirche → Lindern Bf → Linnich Markt) / (Linnich Schulzentrum –) Linnich-SIG Combibloc |
| 407   | (Myhl –) Gerderath – Altmyhl – Ratheim – Millich – Hückelhoven (– Hilfarth – Himmerich – Randerath Bf – (Hoven – Kraudorf –) Nirm – Kogenbroich – Müllendorf – Süggerath Mühlenkamp – Geilenkirchen Bf)                    |
| SB5   | Schnellbus: Baal Bf – Doveren – Hückelhoven – Millich – Ratheim – Wassenberg – Wildenrath – Dalheim Bf |
| HÜ2   | Rurich – Baal Süd – Baal Bf – Doveren – Hückelhoven – Kleingladbach oder (Ratheim –) Millich – Schaufenberg (– Kleingladbach)                                                                                              |

### Öffentliche Einrichtungen
- Waldorf Kindergarten Millich
- Städt. Kindergarten
- Freiwillige Feuerwehr Millich
- Jugendtreff „ChillHouse“
- Mobile Jugendarbeit „YouMo“

## Belege
1. ↑  
Einwohnerstatistik der Stadt Hückelhoven. (PDF; 107 kB) Stand: 31.12.2020. Stadt Hückelhoven, 21. Januar 2021, S. 3, abgerufen am 8. März 2021.
2. ↑  GILLESSEN, L. (1993): Die Ortschaften des Kreises Heinsberg. Schriftenreihe des Kreises Heinsberg 7
3. ↑  Archivdatenbank: Edgar Perseke. In: bbf.dipf.de/de. Bibliothek für Bildungsgeschichtliche Forschung (BBF)
des Deutschen Instituts für Internationale Pädagogische Forschung, abgerufen am 4. März 2013.
4. ↑  
Langfristiges Zielkonzept 2013. (PDF; 10,1 MB) In: Nahverkehrsplan SPNV des Zweckverbandes Aachener Verkehrsverbund 2005 - 2009. Aachener Verkehrsverbund GmbH, Dezember 2005, S. 125, abgerufen am 9. März 2021.